# نترات البوتاسيوم
نترات البوتاسيوم أو ملح البارود أو بورق ارمني هو مركب كيميائي يتكون من البوتاسيوم والنيتروجين والأكسجين، صيغته KNO3، ويوجد على هيئة ملح أبيض وكذلك على هيئة بلورات عديمة اللون.
ينتج بكميات هائلة كسماد كيماوي للأرض، وكذلك لصنع المفرقعات والمتفجرات . وبعض المواد الاخرى

## التحضير
يُحَضّر صناعيا بتفاعل نترات الصوديوم وكلوريد البوتاسيوم أو بتفاعل حمض النتريك وهيدروكسيد البوتاسيوم
يمكن استخلاصها من الطبيعة عبر تذويب تربة غنية بهذا الملح (نيترات البوتاسيوم) في الماء ثم تبريد المحلول لتترسب بلورات هذه المادة.
تحضر نترات البوتاسيوم من السماد الزراعي (نترات النشادر 33) نترات باذابته في الماء وترك الشوائب حتي تترسب ثم تبخير الماء لينتج نترات الأمونيوم، والذي يفاعل لاحقاً مع هيدروكسيد البوتاسيوم (البوتاس) لينتج نترات البوتاسيوم كما في المعادلة:
{\displaystyle \mathrm {NH_{4}NO_{3}\ +\ KOH\longrightarrow \ KNO_{3}+NH_{4}OH} }
وبالتسخين سيتفكك هيدروكسيد الأمونيوم إلى الأمونياك (NH3) و الماء (H2O) ويتبقى نترات البوتاسيوم (KNO3).

## الخواص
المركب سهل الانحلال والذوبان في الماء، لكن انحلاليته قليلة في الكحول. وهو متوافر على سطح الأرض وفي الصخور وفي الكهوف، 

## الاستخدام
تعدّ مادة مساعدة على الاشتعال لاحتوائها على ثلاث ذرات أكسجين وتدخل في تركيب البارود كما أنها متوفرة في الأسواق كسماد غني بالنيتروجين.
يُستخدم في المقام الأول، في صناعة الأسمدة والمتفجرات والمفرقعات أو الألعاب النارية، وصنع الثقاب، وحفظ اللحوم، وصنع الزجاج، وشمع الإضاءة، والتعدين، وكاشفا في الكيمياء التحليلية، وبعض الأغراض الطبية،

## التاريخ
ظهر في الصين وعرفه المسلمون ففي الأندلس سماه ابن البيطار المالقي « ثلج الصين ». وسمي أيضا «ملح البارود »، و«الثلج» مجردا.

## اقرأ أيضا
- نتريت
- نترات
- حمض النتريك